# 2002年中国中央电视台春节联欢晚会
2002年中国中央电视台春节联欢晚会简称2002年央视春晚，是中国中央电视台于2002年2月11日（农历辛巳十二月三十除夕）為慶祝马年新年舉辦的綜藝性文藝晚會，于当晚20:00播出。由陈雨露担任导演，倪萍、朱军、周涛、李咏、王小丫、文清担任北京主会场主持人；而曹颖、张政担任深圳分会场的主持人。
本届春晚设置两大会场，分别是北京（中央电视台彩色电视中心一号演播大厅）和深圳（世界之窗），这是继1996年春晚以后，央视春晚第二次设立分会场制度；同时，本届春晚还采用了上海、沈阳和西安三地单编注入现场直播的方案，这也是央视春晚首次将演播室节目从室内扩展到露天。

## 前期准备
本届春晚于2002年2月1日举行第一次带装彩排。在2月7日的第四次彩排期间，北京主会场实现了与深圳分会场和单边画面输入点（上海、沈阳和西安）之间的画面传递，在央视春晚史上为第一次。而开场歌舞《和春天一起来》就是由北京、深圳两地对传（即两地现场分别表演，在电视荧屏上汇成一个节目，仅限于歌舞类节目）形成的一个节目。但从彩排效果看，除偶尔出现断音和音效延时外，两地的配合在荧屏上很难发现切换的痕迹。本届春晚总导演陈雨露评价称，这种开放式结构，有助于带动节目在内容和风格上出新，更具娱乐性和观赏性。同日，晚会的主持人也已经确定，其中倪萍、朱军、文清担任现场主持，周涛、李咏和王小丫担任网络在线主持，他们通过舞台右前方摆放电脑，在网上了解观众对节目的反馈，回答观众的问题。而张政和曹颖担任深圳分会场主持。
此外，2002年的春晚舞台采用长方形舞台，与往届不同。

## 节目单
| 序号 | 类型          | 节目名 | 表演者 |
| 1    | 开场歌舞      | 《和春天一起来》（北京、深圳） | 全体主持人与周鹏、郭金、梦幻想、风组合                                                                               |
| 2    | 歌曲          | 《风景这边独好》 | 宋祖英 |
| 3    | 相声          | 《台上台下》 | 冯巩、郭冬临、陆鸣                                                                                                   |
| 4    | 联唱          | 《名曲颂春》（北京、深圳） ①《盼春（柴可夫斯基第一钢琴协奏曲）》 ②《嬉春（闲聊波尔卡）》 ③《咏春（交响组曲〈我的祖国〉）》 ④《报春（拉德茨基进行曲）》 ⑤《踏春（柴可夫斯基〈天鹅湖〉）》 ⑥《迎春（〈阿依达〉凯旋进行曲）》 | 群星 满文军 银河少年合唱团 王燕、王丽、翟惠娟 杨洪基及银河少年合唱团 葛晓璐、王铎、张媛媛 丁毅（深圳演唱并马队表演） |
| 5    | 小品          | 《花盆儿》（北京、深圳） | 黄宏、张凯丽、巩汉林                                                                                                 |
| 6    | 歌曲          | 《与世界联网》 | 解晓东、孙燕姿 |
| 7    | 魔术          | 《百鸟朝凤》 | 周良铁、王月双、王月莲                                                                                               |
| 8    | 群口相声      | 《马年颂马》 | 侯跃文、石富宽、师胜杰、王平、刘流                                                                                   |
| 9    | 歌曲          | 《今年如此精彩》 | 陆毅、周迅、蝶组合、布丁果果组合                                                                                     |
| 10   | 组歌          | 《温馨时刻》 ①《记得当时年纪小》（上海APEC船上） ②《踏雪寻梅》 （深圳） ③《草原之夜》（北京） | 孙道临、张瑞芳、秦怡等 陈慧琳 田震                                                                                   |
| 11   | 小品          | 《智力闯关》 | 王小丫、李咏、鞠萍、秦梦瑶、刘小源、王子腾                                                                           |
| 12   | 音乐评书      | 《出门在外》 | 雪村 |
| 13   | 小品          | 《卖车》 | 赵本山、高秀敏、范伟                                                                                                 |
| 14   | 歌曲          | 《美丽新世界》（深圳） | 王力宏、彝人制造、阿里郎组合（深圳演唱）                                                                             |
| 15   | 杂技          | 《力量》 | 章功力、姚登波 |
| 16   | 歌曲          | 《我家在中国》 | 祖海 |
| 17   | 表演唱        | 《英语大家说》 | 李阳及众人 |
| 18   | 相声          | 《妙趣网生》 | 姜昆、戴志诚 |
| 19   | 歌曲          | 《知足常乐》 | 郁钧剑、张也 |
| 20   | 联唱          | 《民歌新歌接力唱》 ①《在那东山顶上》（北京） ②《美丽》（深圳） ③《欢腾的小马驹》（北京） ④《娜努湾情歌》（深圳） ⑤《心想事成》（深圳）                                                                                     | 谭晶 艾斯卡尔、慷巴尔汗、古丽夏缇 小香玉艺术学校 刘媛媛、陈思思及高山族舞蹈 汤灿、刘斌                               |
| 21   | 小品          | 《邻里之间》 | 牛群、蔡明、郭达 |
| 22   | 歌曲          | 《左邻右舍》 | 吕继宏、张燕 |
| 23   | 戏曲          | 《联欢竞唱“马字令”》（北京、深圳） | 于魁智、李军、孟广禄、杨赤、赵葆秀、袁慧琴、李胜素、刘桂娟、李洁、赵秀君、耿巧云、李海燕                             |
| 24   | 歌曲          | 《朋友》 | 彭丽媛、女子十二乐坊                                                                                                 |
| 25   | 军旅情景歌舞  | 《连队里过大年》 | 王宏伟 |
| 26   | 小品          | 《圆梦》 | 魏积安、杨蕾、刘敏                                                                                                   |
| 27   | 歌曲          | 《北京时间》 | 戴玉强、孙楠 |
| 28   | 互动魔术      | 《燕子》、《阿拉木罕》 | 江桦 |
| 29   | 歌曲          | 《新年好》 | 臧天朔、斯琴格日乐                                                                                                   |
| 30   | 相声短剧      | 《谁怕贝勒爷》 | 金士杰、赵自强、倪敏然、李建常                                                                                       |
| 31   | 大型时装表演  | 《春又来》（深圳） | 张咪、胡兵、胡东 |
|      | 采访录像      | 2001申奥回顾（盐湖城） | 孙小梅、萨马兰奇、何振梁                                                                                             |
| 32   | 歌曲          | 《有人曾问我》（北京、深圳） | 廖昌永、张迈、李琼                                                                                                   |
| 33   |               | 零点钟声 | |
| 34   | 歌曲          | 《中华全家福》 | 吕薇、梁音、吴海燕、李晖                                                                                             |
| 35   | 戏曲联唱      | 《马到成功》（深圳） | 李洁、李海燕、耿巧云、赵秀君                                                                                         |
| 36   | 小品          | 《饮酒歌》（北京、深圳） | 莫华伦、魏松、王霞、幺红                                                                                             |
| 36   | 结束曲/片尾曲 | 《难忘今宵》（最后一曲）（北京、深圳及三个单边传送点） | 彭丽媛、赵本山、王宏伟、谭晶、姜昆、侯跃文                                                                           |

## 花絮及影响
- 本届春晚的新人新作占了很大比重，很多演员都是均为首次参与。无论在总体结构、主持串联形式、观众互动参与等多方面，2002年的春晚与历届晚会相比发生了很大变化[4]。
- 本届春晚中，李阳及众人所演唱的歌曲《英语大家说》，反映了北京申奥成功后，在祖国大江南北掀起的学外语热潮；而赵本山的小品《卖车》中的“忽悠！接着忽悠”成为当时的流行语[3]；由于1999年的春晚小品《昨天今天明天》的反响，《卖车》的收视率为45%，创造了赵本山在春晚舞台上最辉煌的收视率，这也是21世纪以来，央视春晚收视率最高的节目[10]。
- 本届春晚再次追求创新，除设立深圳分会场和在上海、沈阳和西安设立新闻点，并首次启动了网络互动，力求“运用网络打开空间”。此外，本届春晚重新强调现场观众的参与，这是时隔17年后，央视春晚重新强调现场观众的参与，此前的春晚趋向于“你演我看”的形式，观众参与性不强[11]。而本届春晚的两地画面互传精确到0.1秒[12]。
- 谭晶在参加本届春晚彩排时，因为不了解升降吊篮的原理，双脚在踏进吊篮时，没来得及扶好，整个吊篮就快速地升了上去，导致谭晶摔倒在吊篮里，等吊篮升到顶上再下来的时候，吓得谭晶在吊篮里哭个不停。后导演冲上台前劝他别哭，之后谭晶才缓步走了下来。在正式彩排开始期间，谭晶蹑手蹑脚地走上吊篮，导演还一再叮嘱“双手一定要扶住[13]”。
- 此外，本届春晚的深圳分会场，还首次对外发售入场券，这也开创了春晚商业化运作的先例[14]。
- 此外，该年春晚是倪萍主持的回届。
- 此外，李咏为首次担任春晚的主持人，此后李咏一直主持春晚至2013年（2009-2010年除外），此后在2003-2008年、2011-2013年主持春晚。

## 奖项
本届春晚的“我最喜爱的春节联欢晚会节目评选活动”的投票活动自晚会直播开始投票，至2002年2月25日结束。观众可通过中国电信168、中国移动手机短信、央视国际网络、《中国电视报》四大平台进行参与。其投票结果于2002年2月26日在央视一套播出的元宵晚会公布，并于当日向获奖者颁发奖项。获奖者如下：
歌舞类
- 一等奖：表演唱《连队里过大年》
- 二等奖：歌曲《风景这边独好》 音乐评书《出门在外》
- 三等奖：歌曲《我家在中国》 组歌《名曲颂春》 歌曲《北京时间》 歌曲《与世界联网》
- 特别奖：歌组合：新民歌接力唱

小品类
- 一等奖：小品《卖车》
- 二等奖：小品《闯关》 小品《花盆》
- 三等奖：小品《邻里之间》 小品《圆梦》

曲艺、戏曲、杂技、魔术类
- 一等奖：杂技《力量》
- 二等奖：相声《台上台下》 魔术《百鸟朝凤》
- 三等奖：相声《妙趣网生》 《互动魔术》 京剧《马字令》[16]

### 争议
本届春晚节目评选的网络投票平台，用户只能投票不能查看投票结果，且要输入身份证号码才能参与。有网友称投票活动本身存在着许多漏洞，并表示这是一次愚民的暗箱操作游戏。

## 评价

### 媒体评价
《扬子晚报》评价称，本届春晚的所有节目均有不错的表现。而据《北京娱乐信报》报道，民众评论称本届春晚对百姓身边发生的大事关注不够，小品相声缺乏创意，整个晚会全是综艺味等。《新快报》评价称，本届春晚“似乎是越来越不能让人满意了”。

### 观众评价
据《北京娱乐信报》于2002年1月底发起的调查，在40名被采访的观众中，有12人表示支持期待本届春晚，22人表示可看可不看，4人表示绝对不看，2人表示坚决反对。其中支持期待的观众认为“今年春节晚会分北京、深圳会场，还要请一系列的港台歌手、演员来，以及一些小品、相声，大家可以好好笑一笑，热热闹闹地过个年，所以还是很想看的。”而坚决反对的观众认为“春节联欢晚会别办了，烦了，一播四个多小时，还有所有电视台都转播，别的节目都没了，受不了。”
新浪网的网友对本届春晚做出评价，认为“中国人需要好的春节晚会”，“今年的春节晚会实在让我堵的慌”，也有观众认为“下届晚会应请观众代表参与审定”。